# Carl Weisflog
Carl Weisflog, född 27 december 1770 i Sagan, död 14 juli 1828 i Warmbrunn, var en tysk novellförfattare och tonsättare. Han var son till Christian Gotthilf Weissflog.

## Biografi
Carl Weisflog föddes 1770 i Sagan. Weisflog, som var tjänsteman vid rådstuvurätten i Sagan, skrev berättelserna Phantasiestücke und Historien (12 band, 1824–1829; ny upplaga 1839; urval hos Reclam), i vilka det småborgerliga livet tecknas troget och humoristiskt i E.T.A. Hoffmanns maner. Han var känd som god exekutör på flera instrument och även som tonsättare. Weisflog avled 1828.